# Dingo
O Dingo (Canis lupus dingo, Canis familiaris dingo ou Canis dingo) é uma espécie de canídeo selvagem encontrado na Austrália cujo status taxonómico continua a ser alvo de debate por parte da comunidade cientifica. O dingo é o maior predador terrestre da Austrália, e desempenha um papel importante como principal predador. No entanto, o dingo continua a ser considerado praga por parte de alguns criadores de gado, devido a ataques aos seus rebanhos. Por outro lado, sua predação sobre coelhos, cangurus, coalas e ratos pode ser benéfica para os produtores.
Para alguns australianos o dingo é considerado um ícone cultural. A sua introdução é vista como a principal causa para a extinção do tilacino ou tigre-da-tasmânia há dois mil anos, embora estudos recentes desafiem essa visão. Esses cães selvagens possuem um papel proeminente na cultura dos aborígenes australianos com várias histórias e cerimônias. Eles também são retratados em esculturas e pinturas rupestres.
O dingo habita principalmente savanas, pastagens, desertos e bordas de florestas. Eles geralmente fazem suas tocas em buracos de coelhos ou troncos caídos, normalmente próximos a cursos d'água permanentes. Apesar de ser um eficiente predador, está listado como vulnerável pela IUCN. Propõe-se que isso seja sobretudo devido à poluição genética: um conceito controverso segundo o qual o cruzamento com cães domésticos pode diluir ou melhorar, ou piorar, as adaptações únicas do dingo que lhe permitiram viver no ambiente australiano.

## História

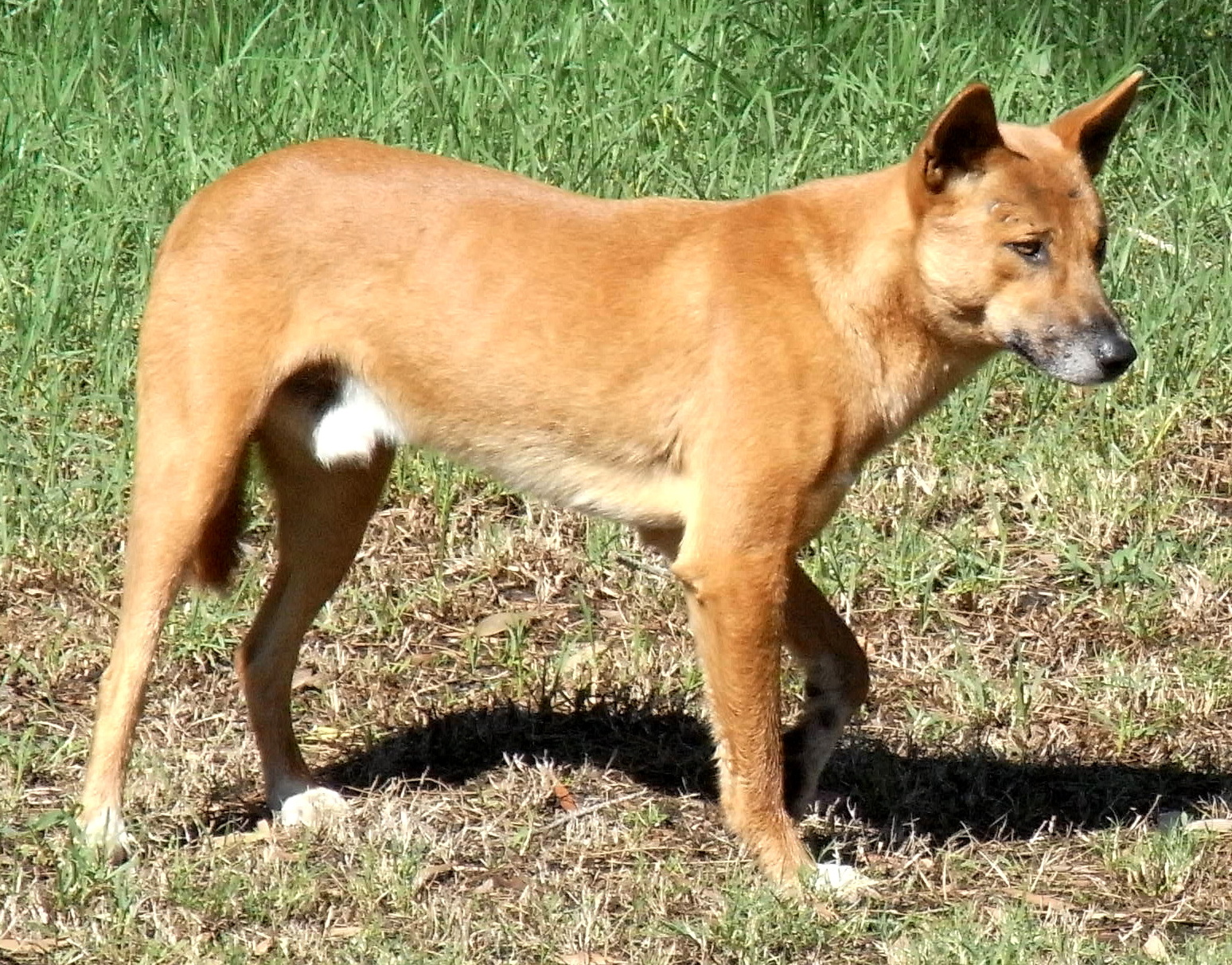
Um dingo macho adulto de pelagem típica

Descendentes de cães domésticos, os dingos chegaram à Austrália há cerca de 60000 a 4000 anos, trazidos por navegadores austronésios, e talvez com os primeiros aborígenes. Espalharam-se rapidamente pelo continente australiano e pensa-se terem afetado significativamente o ecossistema, contribuindo para a recessão dos carnívoros marsupiais como o leão marsupial, o demônio da tasmânia e o tigre-da-tasmânia (já em declínio). Com a chegada dos colonos europeus e os rebanhos de ovelhas, os dingos começaram a ser perseguidos e caçados como ameaça, assim como aconteceu com o tigre-da-tasmânia, que foi extinto. Nos anos da década de 1880 construiu-se uma barreira de cerca de 8500 km de comprimento, com o objectivo de manter os dingos afastados do sudeste australiano, onde se concentravam as quintas (fazendas), e proteger os rebanhos. À data, era a maior estrutura já construída pelo homem.

## Distribuição geográfica e habitat

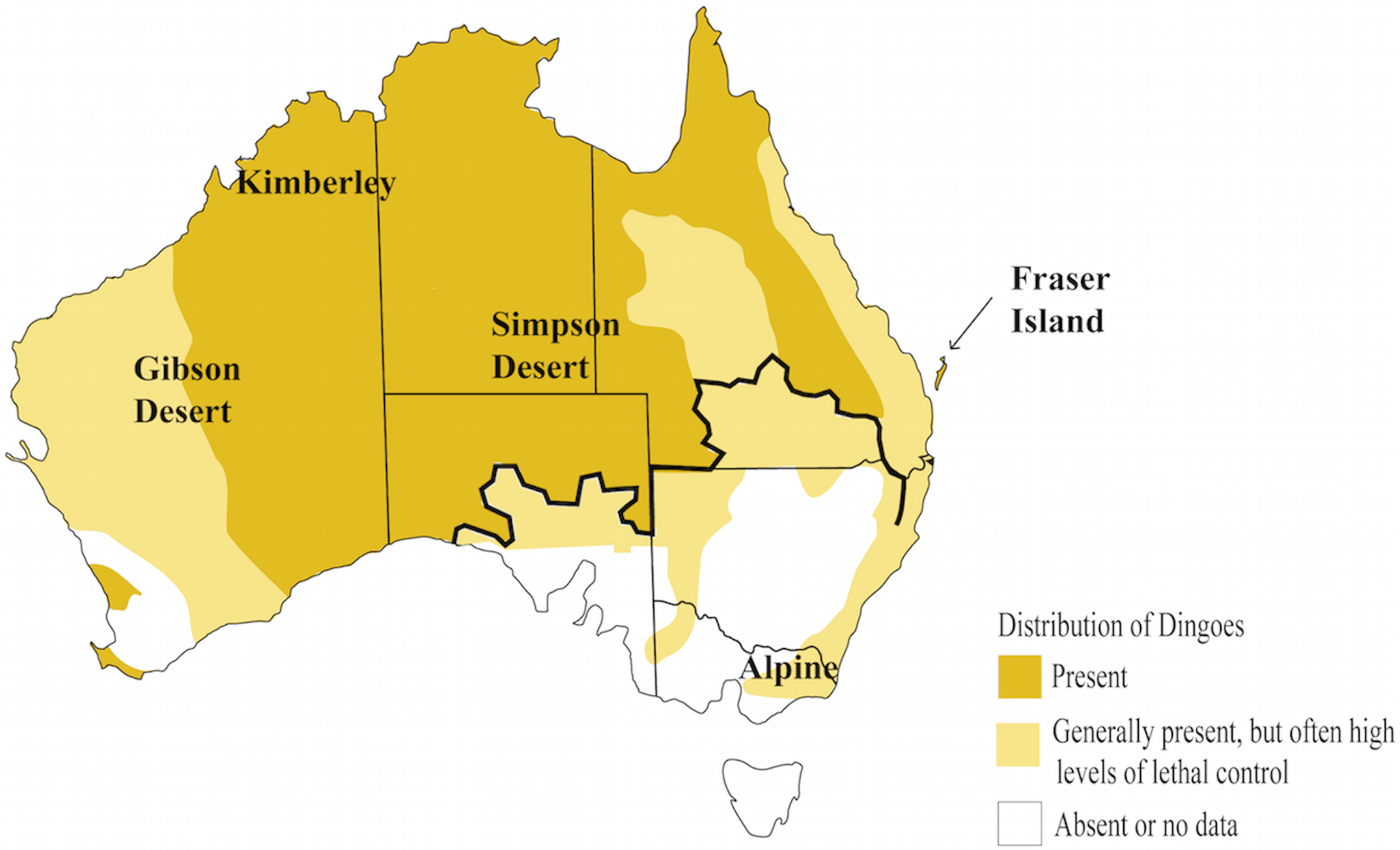
Distribuição do Dingo na Austrália.

Só é possível dar uma descrição grosseira da área de distribuição do dingo e da densidade populacional correspondente. Dar uma avaliação exata da distribuição dos dingos, e outros cães domésticos, é difícil, uma vez que a extensão exata do cruzamento entre os dois não é conhecida. A seguinte informação sobre a distribuição da espécie aplica-se a cães classificados como dingos com base na cor do pelo, na forma do corpo e no ciclo de reprodução. Portanto, os mapas que ilustram sua ocorrência podem não estar exatamente precisos.
Hoje, os dingos vivem em muitos habitats, incluindo florestas montanhosas do leste da Austrália, savanas, desertos no centro do país e zonas úmidas das florestas tropicais do norte australiano. A ausência da espécie em muitas áreas de pastagens australianas deve-se provavelmente a perseguição humana. Com base nas características do crânio, tamanho, cor da pelagem e ciclos de reprodução, diferentes populações regionais não puderam ser vistas na Austrália.

## Alimentação

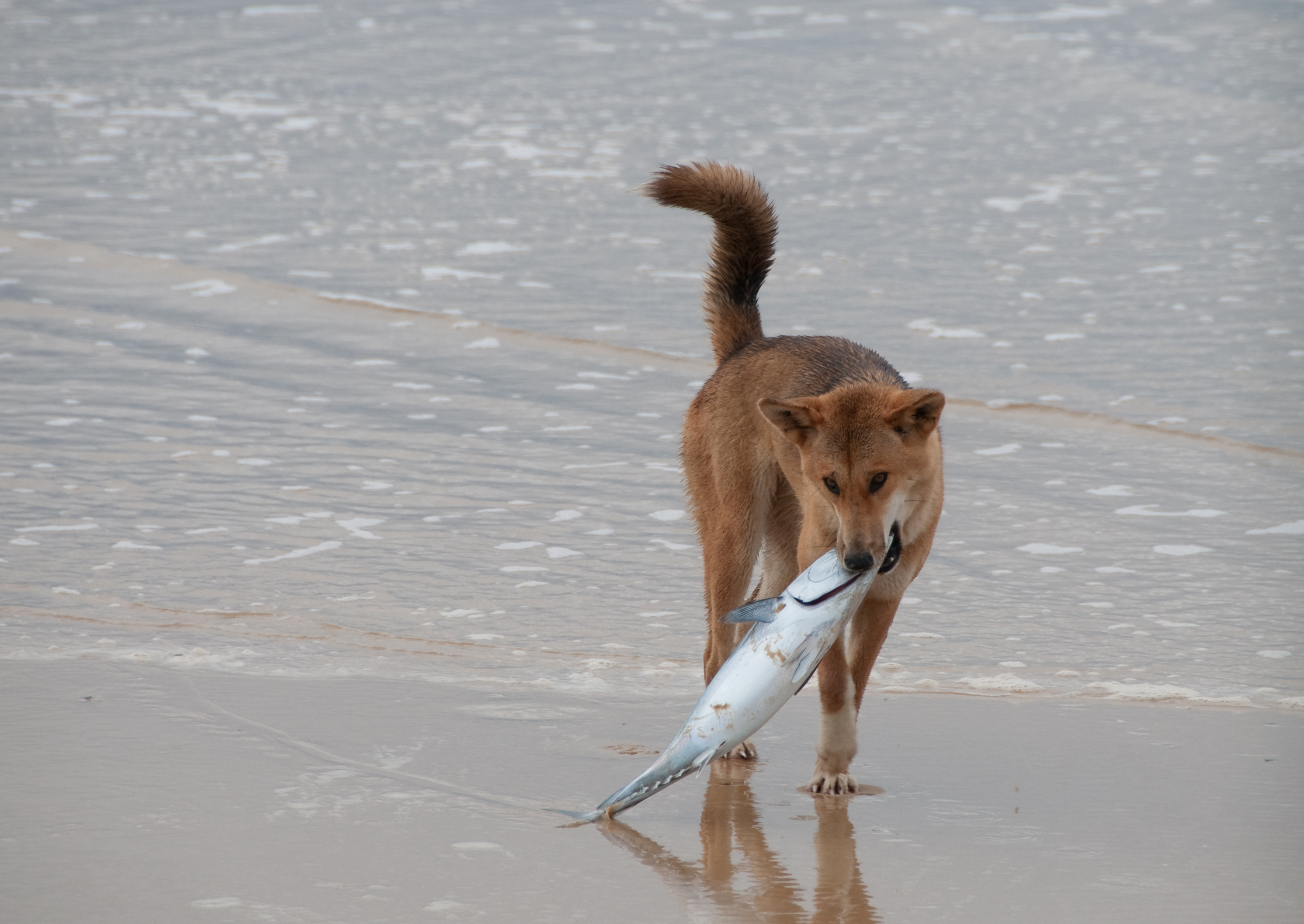
Dingo carregando um atum.

Cerca de 170 espécies diferentes (de invertebrados (principalmente insetos) a búfalos) foram identificados como parte da dieta do dingo. Em geral, o gado parece constituir apenas uma pequena proporção em sua dieta. Em pesquisas feitas em todo o continente, 80% da alimentação dos dingos consistiam principalmente nas seguintes espécies: os cangurus-vermelhos, cangurus cinza, vacas, cavalos, cavalos selvagens, bandicoots, ovelhas, porcos, búfalos, sapos, aves (pássaros, patos, avestruzes, periquitos domésticos, periquitos selvagens, papagaios, catatuas, cisnes,...), cervos, dromedários, crocodilos, lagartos (lagarto monitor), tartarugas, peixes, tubarões, leões marinhos, invertebrados, ratos, camundongos, ratos marsupiais, dunnarts, saringuês, coalas, cangurus, wallabys, wallabys da montanha, cangurus arborícolas, numbats, coelhos, lebres, ornitorrincos, equidnas e vombates, além de plantas, carniça e restos de alimentos encontrados em lixos.
No passado, os dingos se alimentavam também de animais hoje extintos, como diprotodontes, bandicoot pés de porco, procoptodontes e wallabys toolache.

## Estado de conservação
O dingo encontra-se relativamente ameaçado devido à proliferação da espécie humana e na introdução de gatos, raposas e cães domésticos  pelo seu habitat. O estado de conservação deste canídeo é classificado como «vulnerável».

## Características
Um dingo médio possui 52–60 cm de altura nos ombros e mede entre 117 e 154 cm de comprimento da ponta do nariz até a ponta da cauda. O peso médio é de 13 a 20 kg, no entanto, alguns registros indicam machos adultos com até 35 kg; machos são relativamente mais pesados que as fêmeas de mesma idade e populações do norte da Austrália tendem a ser maiores em tamanho que aquelas existentes no sul. 

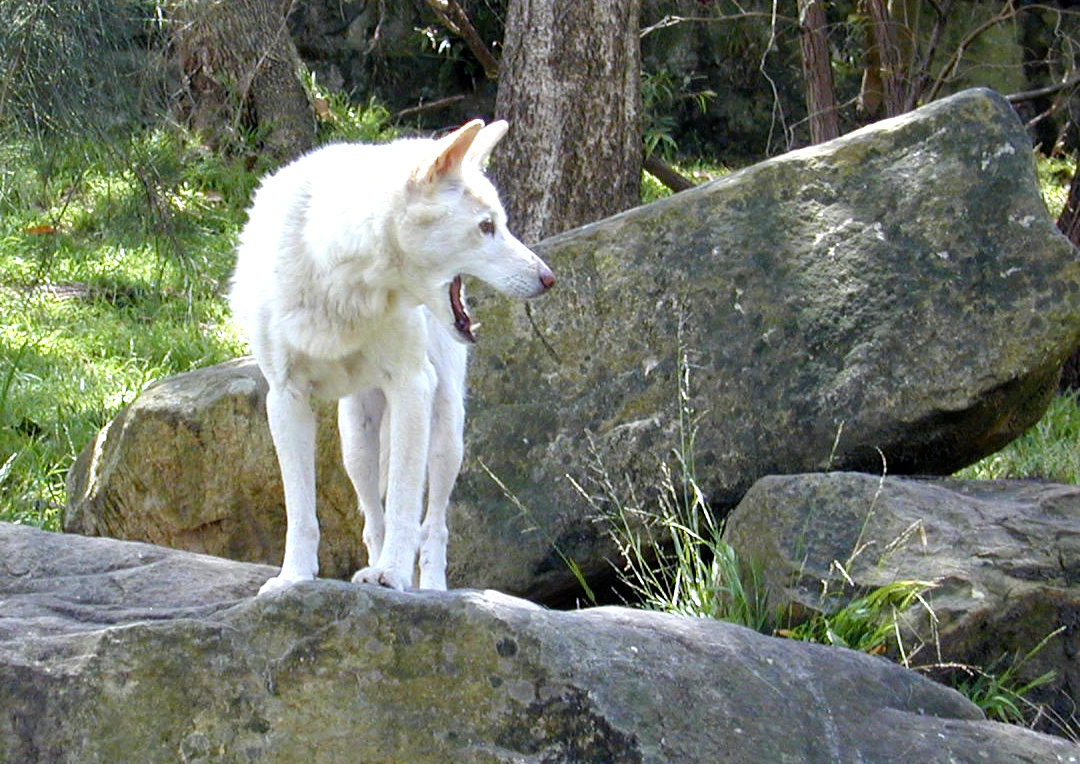
Variação branca do dingo.

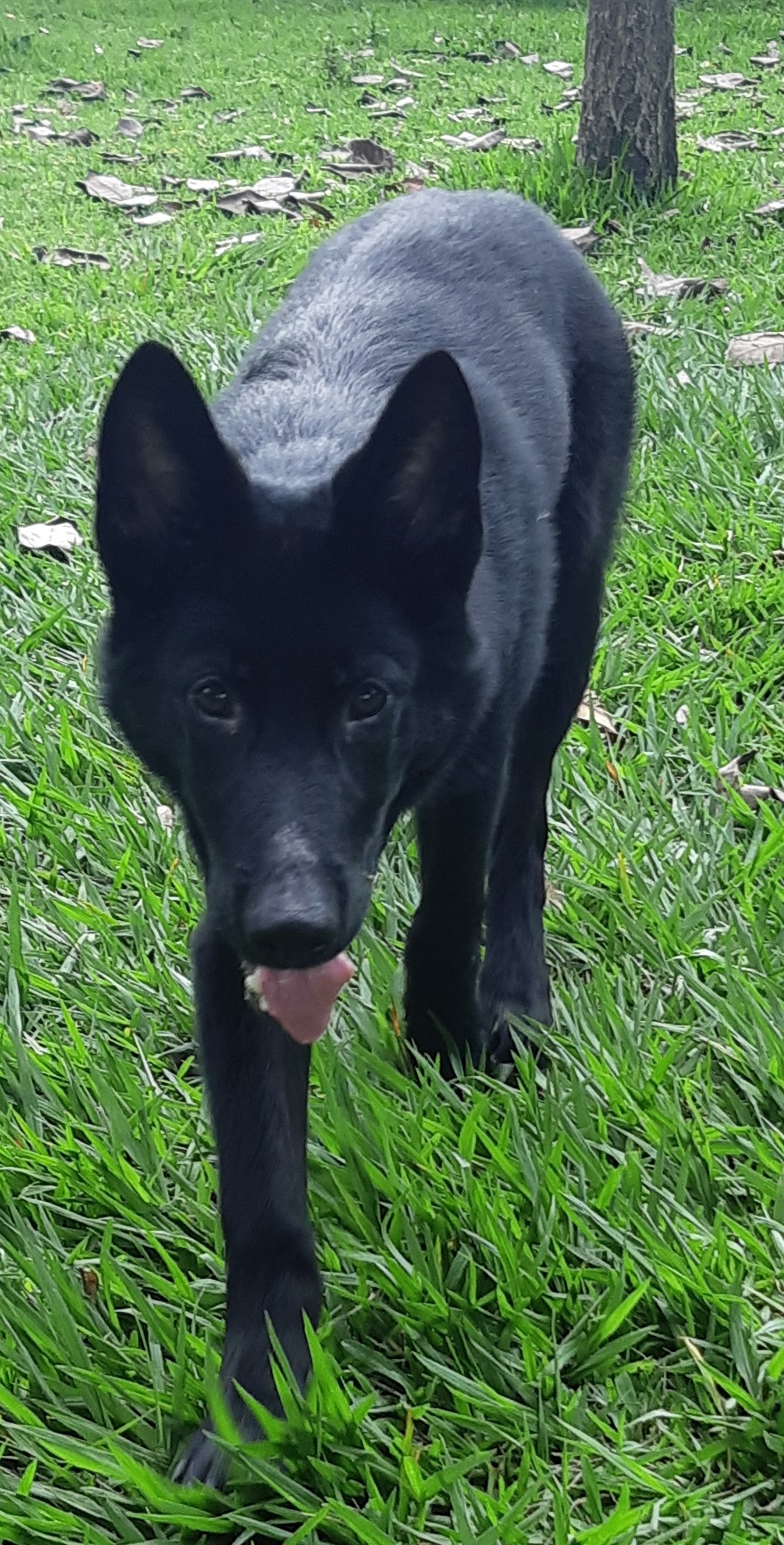
Calupoh, uma representação do dingo preto.

A pelagem de um dingo adulto é curta e macia, espessa na cauda, e varia em espessura e comprimento de acordo com o clima. A cor do pelo é principalmente castanho-avermelhada, mas pode incluir padrões bronzeados e às vezes até preto, marrom-claro ou branco. Os dingos completamente negros podem ter sido mais prevalentes na Austrália no passado, mas raramente foram vistos nos últimos tempos.
A maioria dos dingos possui pelos pouco bicoloridos, com pequenas manchas brancas no peito, focinho, pernas e patas. Dingos puros também podem ser encontrados com cores brancas ou creme, mas não devem ser confundidos com animais albinos, e também pretos ou bronzeados. No caso de indivíduos avermelhados, pode haver pequenas e distintas manchas escuras nos ombros.

## Classificação Taxonómica
A classificação taxonómica deste canídeo é considerada, tal como a do cão, controversa, já que alguns cientistas argumentam que o dingo deve ser inserido na espécie «Canis Lupus» ou lobo, enquanto alguns outros o classificam como espécie distinta.